# 仙台白百合学園小学校
仙台白百合学園小学校（せんだいしらゆりがくえんしょうがっこう）は、宮城県仙台市泉区紫山一丁目にある私立小学校。
閑静な住宅地泉パークタウンの一角に位置する。
シャルトル聖パウロ修道女会を母体とするカトリック系のミッションスクールである。女子校である。

## 概要
幼稚園からの内部進学者と小学校受験による新規入学者の比率が半々である。卒業生の大半は仙台白百合学園中学校・高等学校へ進学する。

## 沿革
- 仙台市内の青葉区本町から現在の泉区紫山に移転。跡地はエナジースクエアとなった。

## 制服
紺のセーラー服。

## 交通アクセス
- 仙台市地下鉄泉中央駅から 宮城交通寺岡・紫山経由泉パークタウン車庫前行で15分 白百合学園前下車